# Logor Sekulinci
Logor Sekulinci je bio logor iz vremena Domovinskog rata u blizini Voćina i Podravske Slatine, u kojem su mjesni Srbi za vrijeme velikosrpske pobune (u lipnju 1991.) primali pomoć u oružju iz Srbije i od JNA, i od kojeg je išla podjela oružja srpskom pučanstvu.
Srbe lojalne Hrvatskoj, koji nisu htjeli uzeti oružje i dignuti ruku na susjede Hrvate, odnosno koji su odbili uzeti oružje i koji su pošli ove ilegalne isporuke prijaviti hrvatskoj policiji, ubili su srpski ekstremisti.
Kasnije se u tom logoru bili smješteni desetci Hrvata koje su srpski ekstremisti ondje mučili, i zlostavljali, a silovali su i žene. Nekoliko Hrvata je i ubijeno, a leševi su im poslije pronađeni na otvorenom, a nekima se i dan-danas ne zna gdje su.
Taj zarobljenički logor je djelovao od 18. kolovoza 1991. do oslobođenja krajem 1991.